# Titularbistum Cincari
Cincari ist ein Titularbistum der römisch-katholischen Kirche.
Es geht zurück auf einen untergegangenen Bischofssitz in der gleichnamigen antiken Stadt, die in der römischen Provinz Africa proconsularis (heute nördliches Tunesien) lag. Der Bischofssitz war der Kirchenprovinz Karthago zugeordnet.
| Titularbischöfe von Cincari |                              |                                            |                   |                    |
| Nr.                         | Name                         | Amt                                        | von               | bis                |
| 1                           | Manuel Castro Ruiz           | Weihbischof in Yucatán (Mexiko)            | 21. Juli 1965     | 20. September 1969 |
| 2                           | Ricardo Blanco Granda        | Weihbischof in Madrid (Spanien)            | 17. November 1969 | 2. August 1986     |
| 3                           | Crispian Hollis              | Weihbischof in Birmingham (Großbritannien) | 13. Februar 1987  | 6. Dezember 1988   |
| 4                           | José Andrés Corral Arredondo | Weihbischof in Durango (Mexiko)            | 16. Januar 1989   | 11. Juli 1992      |
| 5                           | Frumencio Escudero Arenas    | Apostolischer Vikar von Puyo (Ecuador)     | 6. Oktober 1992   |                    |